# Горностаев, Артём Сергеевич
Артём Сергеевич Горностаев (эст. Artjom Gornostajev; 17 августа 1993 года, Таллин, Эстония) — эстонский хоккеист, крайний нападающий.

## Карьера
Воспитанник эстонского клуба "Пантер-Пуррикад" и санкт-петербургского СКА. В сезоне 2010/11 Горностаев выступал в Молодежной хоккейной лиге за петербургских "Серебряных львов".
С 2011 года нападающий играет за финскую команду "Муйк", выступающую в низших лигах страны. Зимой 2019 года получил тяжёлую травму крестообразных связок.

## Сборная
Артем Горностаев был капитаном юношеской сборной Эстонии по хоккею с шайбой. С 2014 года он регулярно вызывается в состав главной сборной. Участвовал в Чемпионатах мира во второй группе первого дивизиона.